# Trichocera
Trichocera är ett släkte av tvåvingar som beskrevs av Johann Wilhelm Meigen 1803. Trichocera ingår i familjen vintermyggor.

## Bildgalleri

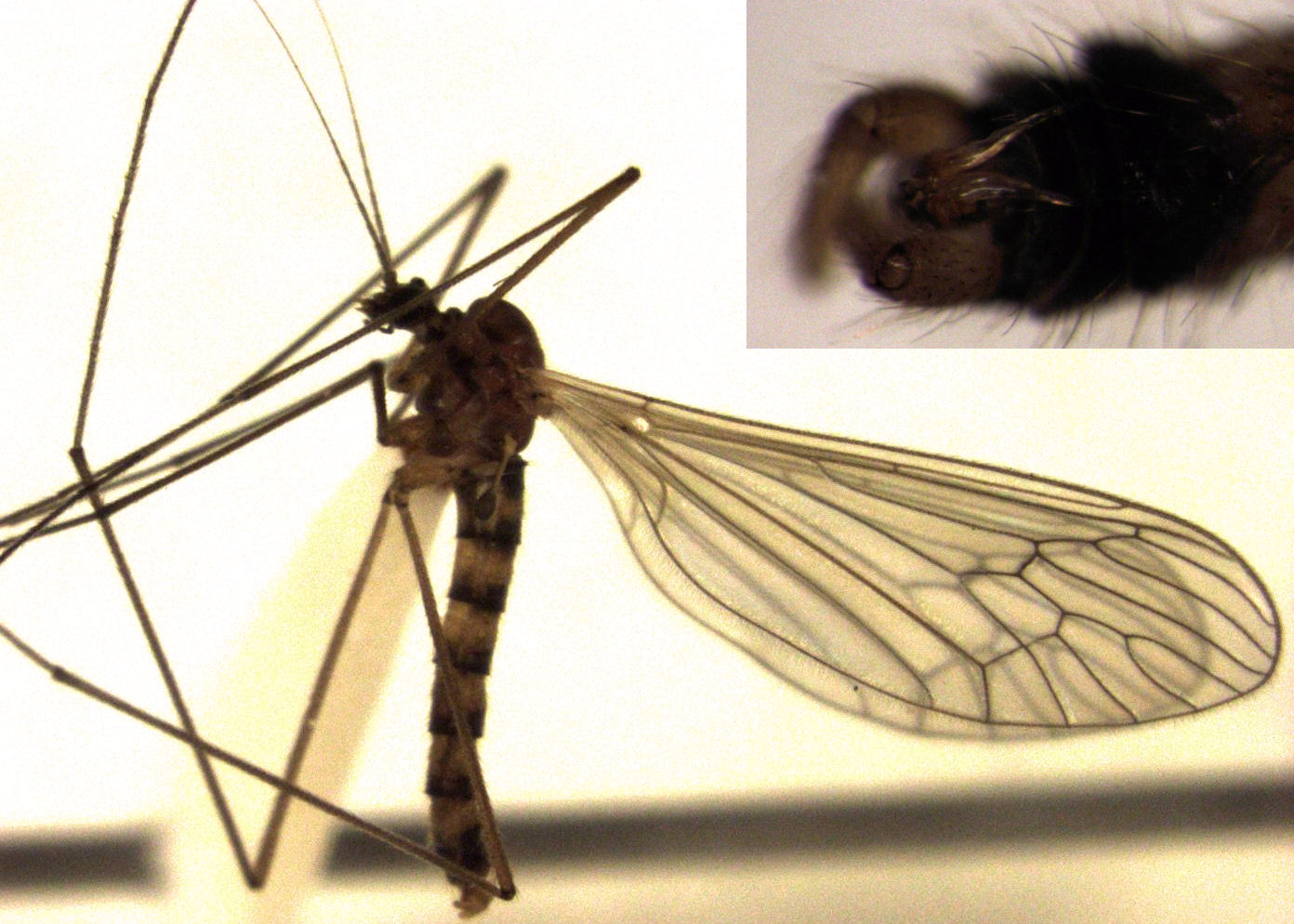
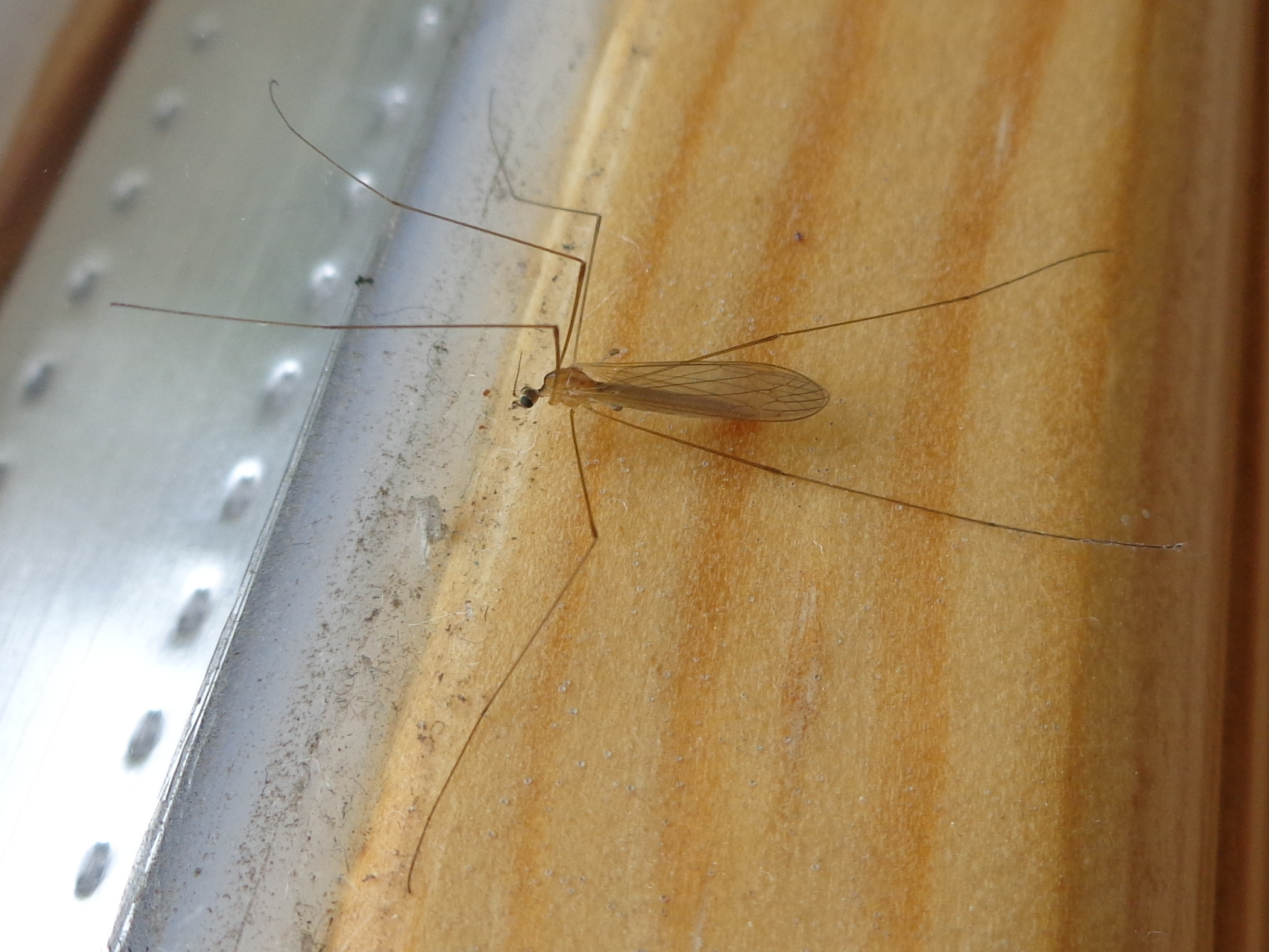
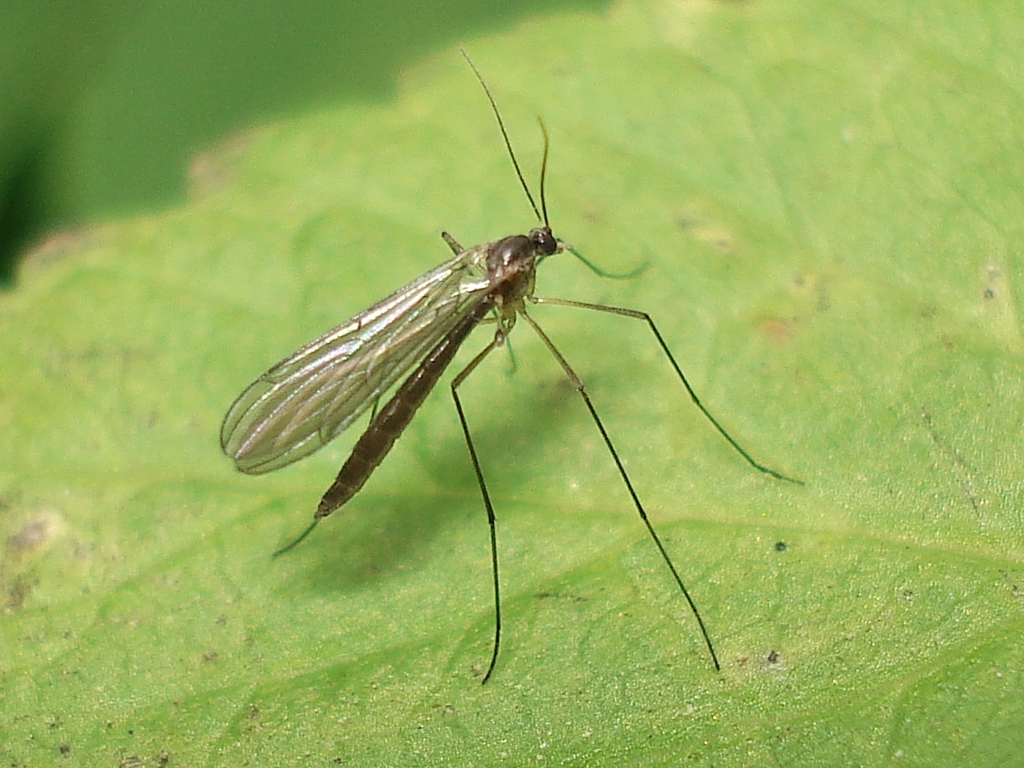
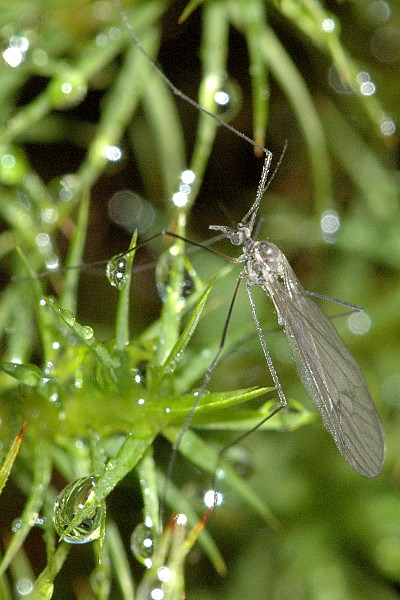
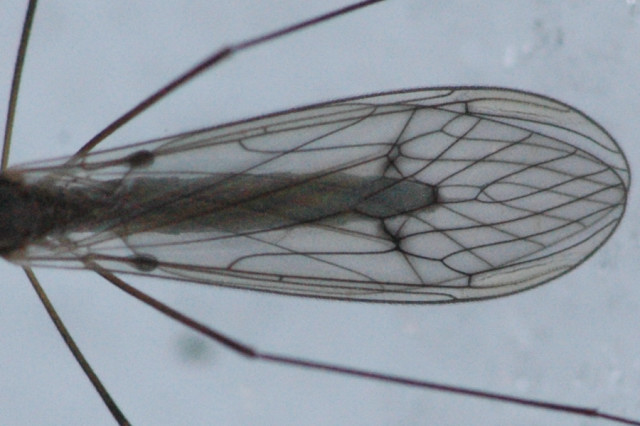

## Dottertaxa tillTrichocera, i alfabetisk ordning[1][2]
- Trichocera abieticola
- Trichocera alpina
- Trichocera alticola
- Trichocera altipons
- Trichocera andorrensis
- Trichocera annulata
- Trichocera antennata
- Trichocera arctica
- Trichocera arisanensis
- Trichocera arnaudi
- Trichocera auripennis
- Trichocera banffi
- Trichocera barraudi
- Trichocera basidens
- Trichocera bellula
- Trichocera bifurcata
- Trichocera bilobata
- Trichocera bimacula
- Trichocera bisignata
- Trichocera bituberculata
- Trichocera borealis
- Trichocera brevicornis
- Trichocera brumalis
- Trichocera calva
- Trichocera candida
- Trichocera carpathica
- Trichocera chaetopyga
- Trichocera colei
- Trichocera columbiana
- Trichocera corallifera
- Trichocera cordata
- Trichocera crassicauda
- Trichocera excilis
- Trichocera fattigiana
- Trichocera forcipula
- Trichocera garretti
- Trichocera geigeri
- Trichocera gigantea
- Trichocera glacialis
- Trichocera hiemalis
- Trichocera hirta
- Trichocera hypandrialis
- Trichocera idahoensis
- Trichocera imanishii
- Trichocera implicata
- Trichocera inexplorata
- Trichocera irina
- Trichocera japonica
- Trichocera kotejai
- Trichocera lackschewitzi
- Trichocera lantsovi
- Trichocera latilobata
- Trichocera limpidipennis
- Trichocera lutea
- Trichocera mackenziei
- Trichocera maculipennis
- Trichocera major
- Trichocera mendli
- Trichocera mexicana
- Trichocera michali
- Trichocera minuta
- Trichocera mirabilis
- Trichocera mishmi
- Trichocera monstrosa
- Trichocera montium
- Trichocera mutica
- Trichocera nipponensis
- Trichocera obtusa
- Trichocera ocellata
- Trichocera pallens
- Trichocera pappi
- Trichocera parva
- Trichocera percincta
- Trichocera pictipennis
- Trichocera polanensis
- Trichocera pubescens
- Trichocera recondita
- Trichocera rectistylus
- Trichocera regelationis
- Trichocera reticulata
- Trichocera rufescens
- Trichocera salmani
- Trichocera saltator
- Trichocera sapporensis
- Trichocera sardiniensis
- Trichocera schmidi
- Trichocera scutellata
- Trichocera setosivena
- Trichocera sibirica
- Trichocera simonyi
- Trichocera skrobli
- Trichocera sparsa
- Trichocera superna
- Trichocera szechwanensis
- Trichocera tenuicercus
- Trichocera tenuistylus
- Trichocera tetonensis
- Trichocera thaleri
- Trichocera thaumastopyga
- Trichocera ticina
- Trichocera transversa
- Trichocera triangularis
- Trichocera truncata
- Trichocera tsutsui
- Trichocera tuberculifera
- Trichocera unimaculata
- Trichocera ursamajor
- Trichocera variata
- Trichocera villosa